# Dorotheenstraße (Berlin)
Koordinaten: 52° 31′ 7,3″ N, 13° 23′ 12,3″ O
Die Dorotheenstraße im Berliner Ortsteil Mitte ist eine Straße parallel zum Boulevard Unter den Linden in Ost-West-Richtung zwischen der Straße Am Kupfergraben und der Ebertstraße. Seit dem 25. April 1822 ist sie nach Kurfürstin Dorothea von Brandenburg benannt. 1846 wurde ihre Nummerierung zum ersten Mal geändert, 1911 zum zweiten und 1951 zum dritten Mal. Von 1951 bis 1995 hieß sie Clara-Zetkin-Straße, benannt nach der sozialistischen Politikerin und Frauenrechtlerin Clara Zetkin. Im östlichen Teil der Dorotheenstraße liegt die Endhaltestelle der Straßenbahnlinien M1 und 12, dort befand sich auch die nördliche Einfahrt des Lindentunnels. Den Abschnitt zwischen Ebertstraße und Wilhelmstraße nimmt beiderseits der Straße seit 2002 das Jakob-Kaiser-Haus des Deutschen Bundestages ein.

## Geschichte
Bis zu der aktuellen Länge entstanden auf ihrer Trasse mehrere Verkehrswege in der Dorotheenstadt. Diese Teile hießen Am Bauhof (um 1696–1822), Hinter Gasse (17.–18. Jh.), Hinter dem Observatorium (18. Jh. bis 1822) und Letzte Straße (18. Jh. bis 1822), da sie die nördlichste Straße der Dorotheenstadt war. Das Adressbuch des Jahres 1901 gibt ihren Straßenverlauf wie folgt an: Vom Kupfergraben/Hegelplatz (Parzelle Nummer 1) über Prinz-Louis-Ferdinand-Straße, Friedrichstraße, Neustädtische Kirchstraße, Bunsenstraße, Neue Wilhelmstraße bis zur Sommerstraße. Von dort zurück über die Schadowstraße und Charlottenstraße am Universitätsgarten und dem Kastanienwäldchen vorbei bis zum Kupfergraben.

Plan der Dorotheenstadt, 1893

Am Hegelplatz/Dorotheenstraße 4 befand sich die Intendantur des Gardekorps. Im anschließenden Gebäude waren zwei Institute und einige Seminare der Berliner Universität untergebracht. Das Gebäude Dorotheenstraße 21 war im 18. und 19. Jahrhundert ein Landhaus für den preußischen Minister von Kamecke, das nach seinem Besitzer Villa Kamecke genannt wurde. Ab dem Jahr 1780 diente die Villa der Großen Loge von Preußen mit dem Namen Royal York zur Freundschaft in Orient. Nach späteren Änderungen der Hausnummern trug das Logen-Gebäude die Hausnummer 27, es wurde um 1944 zerstört.
An der Ecke zur Friedrichstraße hatte die Hotel-Eisenbahngesellschaft das Central-Hotel errichtet. Darin befanden sich das Wintergarten-Theater, das Restaurant Zum Heidelberger, eine Weinprobierstube des Hotels und viele andere kulinarische Einrichtungen. Zwischen Bunsenstraße und Neuer Wilhelmstraße standen weitere Universitätseinrichtungen. Der Gebäudekomplex Dorotheenstraße 115/117 war als neuer Sitz für den Verein Deutscher Ingenieure (VDI) errichtet worden. In der DDR-Zeit nutzte die Kammer der Technik das Haus weiter, das ab 1961 in der Sperrzone der Berliner Mauer stand. Es wurde 2002 in das Jakob-Kaiser-Haus integriert.
In den letzten Jahren des Zweiten Weltkriegs fielen zahlreiche historische Gebäude dieser Straße den Kämpfen und Bombenabwürfen zum Opfer. Nach der Beseitigung der Trümmer bis in die 1950er Jahre hinein konnten einige Bauwerke instand gesetzt und wieder benutzt werden. Andere riss man ab und ließ die Fläche entweder frei oder baute Neues wie das Interhotel Metropol an der Ecke Friedrichstraße.
Im Jahr 1951 benannte der Ost-Berliner Magistrat den Verkehrsweg in Clara-Zetkin-Straße um, die Häuser wurden neu nummeriert. Nach der politischen Wende gab es eine kontroverse Diskussion über die Wiedervergabe des historischen Namens, bis die Straße 1995 wieder rückbenannt wurde. Erst ab 1990 begann eine umfangreiche Sanierung der erhaltenen historischen Bausubstanz, und vorhandene Lücken wurden neu bebaut.

## Bauwerke, Denkmale und Gedenktafeln

### Gebäude

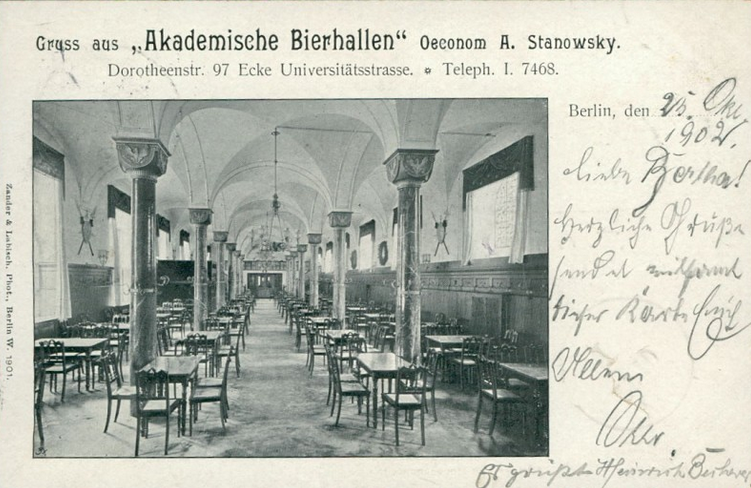
Dorotheenstraße 97 (1902)

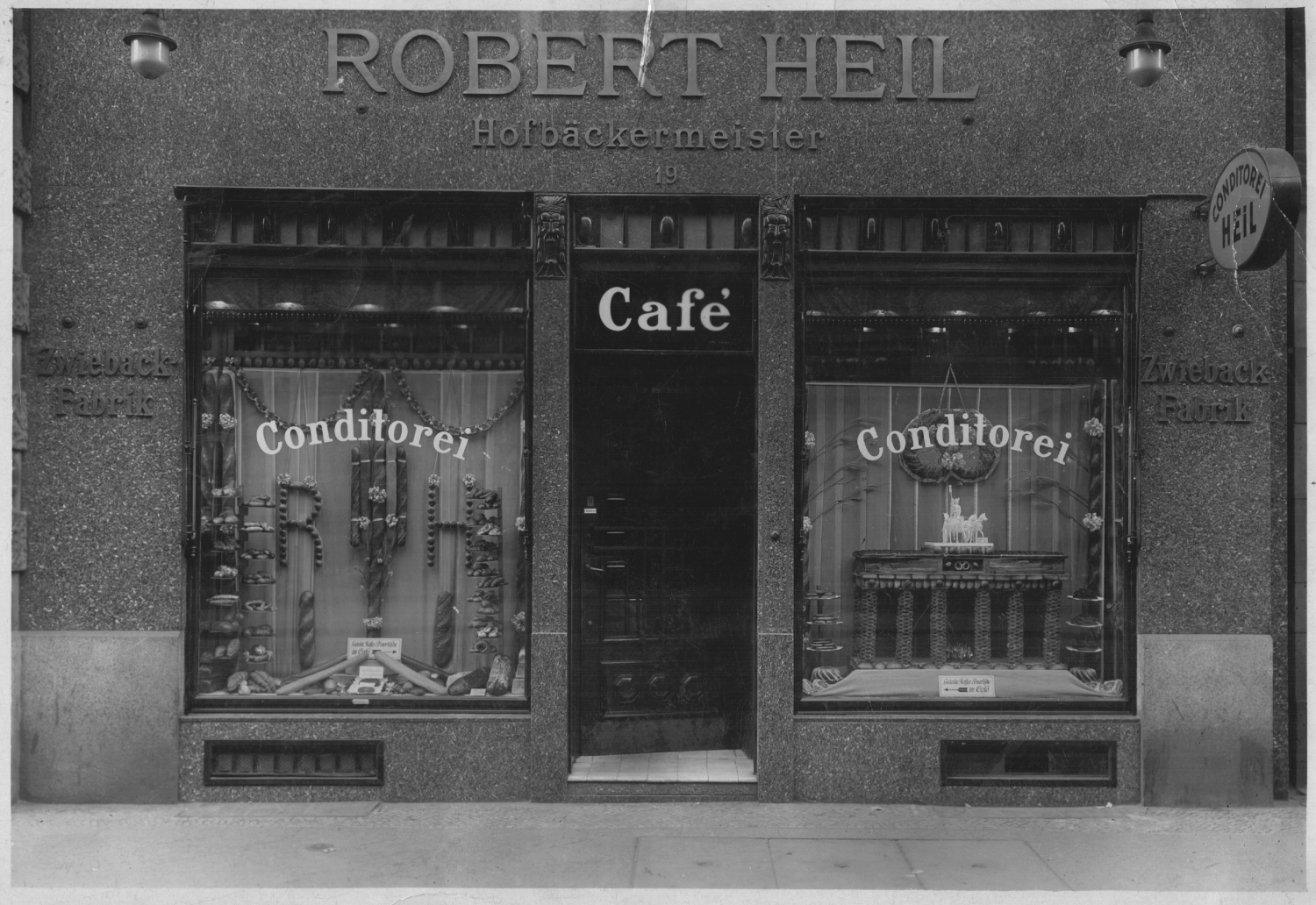
Dorotheenstraße 19 (ca. 1925), heute Nr. 68

In der Dorotheenstraße befinden sich zahlreiche unter Denkmalschutz stehende Baudenkmale. Im Folgenden sind sie aufsteigend nach Hausnummern, Name des Gebäudes oder Zweck und gegebenenfalls Nennung des Architekten aufgezählt:
- 01: Verwaltung der direkten Steuern; Ludwig Giersberg (1879–1882)[2]
- 12: Collegium Hungaricum Berlin
- 16: Wohn- und Geschäftshaus am Hegelplatz (1901)[3]
- 17: Rückseite des Hauptgebäudes der Humboldt-Universität (Hauptfassade Unter den Linden); Johann Boumann (1749–1765), Erweiterung zur Dorotheenstraße von Ludwig Hoffmann (1852–1932)[4]
- 26: Bürogebäude der Handelskammer Berlin; Cremer & Wolffenstein; Bildhauerarbeiten Ernst Westpfahl (1903/1904),[5][6] jetzt Institut für Bibliotheks- und Informationswissenschaft (Berlin)
- 27: Rückseite des Hauptgebäudes der Staatsbibliothek; Ernst von Ihne (1903–1914)[7]
- 28: Universitäts-Bibliothek; Paul Emanuel Spieker (1871–1874)[8]
- 35: ehemalige Preußische Hypothekenbank (um 1895)[9]
- 37: Hotel Splendid;[10] Gronau & Graul (1904),[11] am Gebäude befand sich eine Gedenkplakette zur Erinnerung an die Tätigkeit von Wilhelm Pieck in diesem Haus als Vorsitzender der Roten Hilfe Deutschlands 1925–1933.[12]
- 41/43: Mietshäuser (1871, 1886)[13][14] (Teil des Kulturkaufhauses Dussmann)[15]
- 62/64/66: ehemaliges Postamt NW 7 (1905/1906),[16] jetzt Rumänische Botschaft
- 69: ehemaliges Warenhaus für Armee und Marine Ecke Neustädtische Kirchstraße; Hermann von der Hude (1886–1887),[17] vorgesehen für Wissenschaftliche Dienste des Deutschen Bundestages
- 84: ehemalige Markthalle IV; Hermann Blankenstein und August Lindemann (1884–1886), Fassade unter Denkmalschutz,[18] in der DDR Sitz des Postscheckamtes
- 90: Wohn- und Geschäftshaus; Franz Schwechten (1895)[19]
- 85/87/89/91: Bürogebäude; Roland Korn (1973–1974)[20]
- 93: ehemaliges Reichsministerium des Innern; Konrad Nonn (1935–1937),[21] in der DDR Sitz des Ministeriums der Justiz
- 94/96: Gebäude für die Universität (Naturwissenschaften, Medizin) auf dem Gelände der ehemaligen Artillerie-Werkstätten, heute Teil des Robert-Koch-Forums; Paul Spieker (1873–1883)[22][23]
- 97: Bürogebäude; Bruno Flierl (1975)[24]
- 99: Haus Sommer; Friedrich Adler (1854–1857),[25] in das Jakob-Kaiser-Haus integriert
- 115/117: ehemaliges Gebäude des Vereins Deutscher Ingenieure; Reimer & Körte (1911–1914),[26] in das Jakob-Kaiser-Haus integriert

### Denkmale und Gedenktafeln
Im Berliner Adressbuch gab es stets einen Textanhang, in dem Sehenswürdigkeiten wie Städtische freistehende Bildwerke sowie Gedenktafeln und Erinnerungszeichen erwähnt wurden. Im Jahr 1931 waren folgende Bronzetafeln in dieser Straße vorhanden:
- Nr. 4: Gedenktafel für Christoph Wilhelm Hufeland: Leibarzt der Königin Luise, † 1826 (im Jahr 1903 angebracht)[27]
- Nr. 49: Gedenktafel für Ernst Eiselen.[27] Eiselen hatte als Leiter der Fechtschulen in der Dorotheenstraße 31 (und Blumenstraße 3) gearbeitet.[28]